# Édito de Gülhane
O Édito de Gülhane (Gülhane Hatt-ı Şerif, ou "Édito Supremo da Rosehouse") ou Tanzimât Fermânı ("Édito Imperial de Reorganização") foi uma proclamação do sultão otomano Abdülmecid I em 1839 que lançou o período Tanzimât de reformas e reorganização no Império Otomano. O 125.º aniversário do edital foi retratado em um antigo selo postal turco. 
A proclamação foi emitida a pedido do grão-vizir reformista Mustafa Reşid Pasha. Prometeu reformas como a abolição da tributação, a reforma do recrutamento e a garantia de direitos a todos os cidadãos otomanos, independentemente da religião ou grupo étnico. O objetivo do decreto era ajudar a modernizar militar e socialmente o império para que pudesse competir com as Grandes Potências da Europa. Esperava-se também que as reformas conquistassem as partes insatisfeitas do império, especialmente nas partes da Europa controladas pelos otomanos, que eram em grande parte cristãs. Na época do edital, os millets (tribunais comunais independentes) haviam conquistado uma grande autonomia religiosa dentro do império, ameaçando o governo central. Este édito, juntamente com o subsequente Édito de Reforma Imperial de 1856, foi, portanto, um primeiro passo em direção ao objetivo do império do Otomano, ou uma identidade otomana nacional e legal unificada. 
Foi publicado no Tekvim-i Vekayi em turco otomano. Além disso, foi publicado em grego e francês, este último no "Monitor Otomano", e François Alphonse Belin, um dragoman, criou sua própria versão francesa, publicada no Journal Asiatique.
O Édito de Gülhane não promulgou quaisquer alterações legais oficiais, mas apenas fez promessas reais aos súbditos do império, e estas nunca foram totalmente implementadas devido ao nacionalismo cristão e ao ressentimento entre as populações muçulmanas nestas áreas. No final da Guerra da Crimeia, as potências ocidentais pressionaram a Turquia a empreender novas reformas, principalmente para privar os russos, com quem estavam então em curso negociações de paz, de qualquer pretensão adicional de intervenção nos assuntos internos do Império Otomano. O resultado destas pressões foi a proclamação do Hatt-ı Hümâyûn (Rescrito Imperial) de 18 de fevereiro de 1856. 

## Conteúdo
Embora o Edito de Gülhane fosse mais complexo, consistia principalmente em três exigências. O primeiro foi um seguro garantido da segurança de vida de todos os sujeitos. A direção do pensamento aqui é que se a vida de um sujeito estiver em perigo, ele pode se tornar um perigo para os outros e para o sultão, uma vez que as pessoas fazem muitas coisas por medo para proteger sua saúde. Se houver ausência de segurança para a fortuna, todos serão insensíveis ao governo e ao bem público. O segundo propôs um sistema regular de avaliação e cobrança de impostos, tropas e duração do serviço. Os súditos seriam tributados com uma cota determinada por seus recursos e um mandato militar reduzido diminuiria o golpe que ocorreu às indústrias quando os homens estavam ausentes. Esse conjunto de demandas pode ser resumido sob o título de imposições governamentais aos sujeitos. 
Este novo sistema de tributação acabou com a tributação e introduziu a tributação baseada nos meios, em vez de uma taxa fixa. Finalmente, o terceiro tratou da reforma na área dos direitos humanos e do sistema judicial. Os acusados seriam submetidos a julgamentos públicos; os indivíduos poderiam possuir e dispor de bens em liberdade; e as punições deveriam se adequar à ação, independentemente da posição. A recompensa por mérito foi apresentada neste edital. Além disso, o edital emancipou as minorias, o que lhes concedeu a oportunidade de serem recrutados. No entanto, o recrutamento poderia ser evitado pelas minorias se pagassem o Jizya. Isso permitiu que as minorias evitassem o recrutamento e permitiu que os militares mantivessem principalmente a pureza das minorias. 

### Cláusulas
Algumas das cláusulas mais importantes são as seguintes: 
- No futuro, o caso de cada parte acusada será julgado publicamente, em conformidade com a nossa lei divina. Até que uma sentença regular seja pronunciada, ninguém pode condenar outro à morte, secreta ou publicamente, por veneno ou qualquer outra forma de punição.
- Ninguém poderá atacar a honra de ninguém, seja ele quem for.
- Cada pessoa gozará da posse de seus bens de toda natureza e disporá deles com a mais perfeita liberdade, sem que ninguém possa impedi-lo. Assim, por exemplo, os herdeiros inocentes de um criminoso não serão privados dos seus direitos legais e os bens do criminoso não serão confiscados.
- Estas concessões imperiais estendem-se a todos os nossos súbditos, qualquer que seja a religião ou seita a que pertençam; e eles irão apreciá-los sem nenhuma exceção.
- A segurança perfeita é, portanto, concedida por nós aos habitantes do império, no que diz respeito à sua vida, à sua honra e à sua fortuna, como exige o texto sagrado da nossa lei.
- Quanto aos demais pontos, como devem ser regulamentados o concurso de opiniões esclarecidas, o nosso Conselho de Justiça (reforçado por tantos novos membros quantos forem considerados necessários), ao qual se juntará, em determinados dias em que nomearmos os nossos Ministros e os Notáveis do Império, reunir-se-ão com o propósito de estabelecer as leis fundamentais sobre os pontos relativos à segurança da vida e da propriedade, e à cobrança dos impostos. Cada um nestas assembleias exporá livremente as suas ideias e “dará os seus conselhos livremente”.
- As leis relativas ao regulamento do serviço militar serão discutidas pelo Conselho Militar, realizando suas reuniões na Praça do Serasker . Assim que uma lei for decidida, ela nos será apresentada e, para que seja eternamente válida e aplicável, a confirmaremos com nossa sanção, escrita acima dela com nossa letra imperial.
- Como estas instituições atuais se destinam exclusivamente à regeneração da religião, do governo, da nação e do Império, não devemos fazer nada que possa ser contrário a elas.
- Em testemunho da nossa promessa, iremos, depois de ter depositado estes presentes no salão que contém o manto glorioso do Profeta, na presença de todos os ulama[8] os grandes do Império, prestam juramento em nome de Deus, e depois farão com que o juramento seja feito pelo ulama e grandes do Império.
- Depois disso, aqueles dentre os ulama ou os grandes do Império, ou qualquer outra pessoa que infringir essas instituições, deverão submeter-se, independentemente de posição, posição e influência, à pena correspondente ao seu crime, depois de este ter sido plenamente comprovado. Um código penal será compilado para esse fim.
- Como todos os funcionários públicos do Império recebem um salário adequado, e como devem ser fixados os salários daqueles cujas funções não foram até o momento suficientemente remuneradas, uma lei rigorosa será promulgada contra o tráfico em favoritismo e cargos, que a lei divina desaprova e que é uma das principais causas da decadência do Império. [7]

## Mudanças e efeitos do Edito de Gülhane
Algumas das mudanças instituídas pelo Edito de Gülhane: 
- Reformou a forma como o Estado se relacionava com seus súditos; desenvolveu-se uma relação mais moderna e imediata. Isso ajudou o estado a funcionar com mais eficiência.
- Iniciou a secularização do Estado através da qual emergiu um novo sistema jurídico do Estado. Uma lei penal estadual, com regras menos rigorosas para processos judiciais, foi introduzida para complementar a sharia, a Lei Sagrada.
- Explosão na burocracia que transformou a eficiência do Estado. Enquanto no antigo sistema os burocratas não tinham salário e eram pagos por indivíduos, as mudanças trazidas pelo Edito de Gülhane estabeleceram um salário estatal e deram-lhes educação. [9]